# Amherst, Massachusetts
Amherst är en kommun (town) i Hampshire County i delstaten Massachusetts i New England i USA. Orten är en av en rad orter i USA och Kanada med namnet Amherst. Befolkningstalet är 34 874 (år 2000).
Amherst är känt för sin högskola Amherst College. Matcher vid juniorvärldsmästerskapet i ishockey 1996 spelades också här.

### Fotnoter
1. ↑  United States Census Bureau (red.), USA:s folkräkning 2020, läs online, läst: 1 januari 2022.[källa från Wikidata]
2. ↑  hämtat från: franskspråkiga Wikipedia.[källa från Wikidata]
3. ↑  ”Championnat du monde 1996 des moins de 20 ans” (på franska). Hockeyarchives. http://www.passionhockey.com/hockeyarchives/U-20_1996.htm. Läst 9 september 2012.